# Boutenac-Touvent
Boutenac-Touvent és un municipi francès situat al departament del Charente Marítim i a la regió de la Nova Aquitània. L'any 2007 tenia 194 habitants.

## Demografia

### Població
El 2007 la població de fet de Boutenac-Touvent era de 194 persones. Hi havia 84 famílies de les quals 20 eren unipersonals (4 homes vivint sols i 16 dones vivint soles), 36 parelles sense fills, 24 parelles amb fills i 4 famílies monoparentals amb fills.
La població ha evolucionat segons el següent gràfic:
Habitants censats

### Habitatges
El 2007 hi havia 131 habitatges, 87 eren l'habitatge principal de la família, 30 eren segones residències i 14 estaven desocupats. Tots els 128 habitatges eren cases. Dels 87 habitatges principals, 71 estaven ocupats pels seus propietaris, 11 estaven llogats i ocupats pels llogaters i 5 estaven cedits a títol gratuït; 2 tenien dues cambres, 14 en tenien tres, 27 en tenien quatre i 44 en tenien cinc o més. 74 habitatges disposaven pel capbaix d'una plaça de pàrquing. A 37 habitatges hi havia un automòbil i a 38 n'hi havia dos o més.

### Piràmide de població
La piràmide de població per edats i sexe el 2009 era:
| Homes | Edats   | Dones |
| ----- | ------- | ----- |
| 0     | 95 o +  | 0     |
| 0     | 90 a 94 | 4     |
| 4     | 85 a 89 | 0     |
| 4     | 80 a 84 | 0     |
| 8     | 75 a 79 | 4     |
| 8     | 70 a 74 | 12    |
| 8     | 65 a 69 | 8     |
| 4     | 60 a 64 | 4     |
| 4     | 55 a 59 | 8     |
| 4     | 50 a 54 | 8     |
| 16    | 45 a 49 | 12    |
| 16    | 40 a 44 | 12    |
| 4     | 35 a 39 | 12    |
| 4     | 30 a 34 | 0     |
| 4     | 25 a 29 | 0     |
| 0     | 20 a 24 | 8     |
| 8     | 15 a 19 | 16    |
| 16    | 10 a 14 | 8     |
| 4     | 5 a 9   | 4     |
| 0     | 0 a 4   | 0     |

## Economia
El 2007 la població en edat de treballar era de 119 persones, 74 eren actives i 45 eren inactives. De les 74 persones actives 62 estaven ocupades (35 homes i 27 dones) i 12 estaven aturades (5 homes i 7 dones). De les 45 persones inactives 20 estaven jubilades, 8 estaven estudiant i 17 estaven classificades com a «altres inactius».

### Ingressos
El 2009 a Boutenac-Touvent hi havia 96 unitats fiscals que integraven 210 persones, la mediana anual d'ingressos fiscals per persona era de 12.886,5 €.

### Activitats econòmiques
Dels 11 establiments que hi havia el 2007, 1 era d'una empresa alimentària, 2 d'empreses de construcció, 4 d'empreses de comerç i reparació d'automòbils, 1 d'una empresa d'hostatgeria i restauració, 1 d'una empresa immobiliària i 2 d'empreses de serveis.
Dels 3 establiments de servei als particulars que hi havia el 2009, 1 era un taller de reparació d'automòbils i de material agrícola, 1 paleta i 1 fusteria.
L'any 2000 a Boutenac-Touvent hi havia 12 explotacions agrícoles que ocupaven un total de 392 hectàrees.

## Poblacions més properes
El següent diagrama mostra les poblacions més properes.